# S/2001 (35107) 1
S/2001 (35107) 1 est un petit astéroïde, satellite naturel de (35107) 1991 VH.
Il mesurerait environ 500 mètres, taille à comparer au 1,2 kilomètre du primaire, et serait en orbite à environ 3,2 km de ce dernier.